# Lomamyia latipennis
Lomamyia latipennis is een insect uit de familie van de Berothidae, die tot de orde netvleugeligen (Neuroptera) behoort. 
Lomamyia latipennis is voor het eerst wetenschappelijk beschreven door Carpenter in 1940.